# قائمة مترو أوقيانوسيا
تحتوي هذه المقالة قائمة المترو الموجودة في أوقيانوسيا.

## القائمة
| المدينة   | الدولة    | المترو                  | قائمة المحطات | الإفتتاح     |
| --------- | --------- | ----------------------- | ------------- | ------------ |
| أديليد    | أستراليا  | قطار ضواحي أديليد       | القائمة       |              |
| بريزبان   | أستراليا  | شبكة سكك حديد كوينزلاند | القائمة       |              |
| غولد كوست | أستراليا  | مترو غولد كوست الخفيف   | القائمة       | 2014         |
| غولد كوست | أستراليا  | مترو غولد كوست الأحادي  | القائمة       | 1989         |
| ملبورن    | أستراليا  | قطار ضواحي ملبورن       | القائمة       |              |
| برث       | أستراليا  | قطارات ترانزبرث         | القائمة       |              |
| سيدني     | أستراليا  | مترو سيدني              | القائمة       | 2019 (مشروع) |
| سيدني     | أستراليا  | مترو سيدني الخفيف       | القائمة       | 1997         |
| سيدني     | أستراليا  | قطارات سيدني            | القائمة       |              |
| أوكلاند   | نيوزيلندا | قطار ضواحي أوكلاند      | القائمة       |              |
| ويلينغتون | نيوزيلندا | ترانز مترو              | القائمة       | 1938         |

## مقالات ذات صلة
- قائمة مترو حول العالم

## روابط خارجية
- مترو أوقيانوسيا على موقع UrbanRail.net.